# Aaadonta constricta constricta
Aaadonta constricta constricta là một phân loài ốc cạn, động vật thân mềm chân bụng thuộc họ Endodontidae. 
Loài này được coi là một đại diện thay thế của Aaadonta constricta (Semper, 1874)
Chúng là động vật đặc hữu của Palau. Chúng hiện đang bị đe dọa do sự phá hủy hoặc thay đổi môi trường sống.